# 柿井一男
柿井 一男（かきい かずお）は、日本の工学者である。宇都宮大学教授。専門は生物工学、環境保全化学。
埼玉大学理工学部化学科卒業。東北大学大学院理学研究科修士課程修了。工学博士（マサチューセッツ工科大学）。宇都宮大学工学部応用化学科教授。2001年、環境技術研究協会論文賞。

## 著書・論文

### 著書
- 『微生物の取扱いと利用・応用技術』（共著）、情報機構、2003年 NCID BA64785155
- 岩元睦夫（編）『生物・環境産業のための非熱プロセス事典』（共著）、サイエンスフォーラム、1997年 ISBN 978-4916164001

### 論文
- 「微生物や磁性を用いた環境浄化」（Magnetics Japan 7(4), 167-173, 2012）
- 「高電圧パルスなどを利用した殺菌技術の開発と評価」（共著）（『資源環境対策』 46(8), 43-48, 2010）
- 「活性汚泥細菌の凝集機構とフロック形成における役割」（『用水と廃水』 48(1), 82-87, 2006）
- "Coaggregation among nonflocculating bacteria isolated from activated sludge", Appl.Environ.Microbiol.,Vol.69,2003
- 「浮上分離を組み込んだ嫌気好気ろ床法による窒素・リンの同時除去に関する研究」（共著）（『環境技術』 ENVIRONMENTAL CONSERVATION ENGINEERING 29(12), 955-965, 2000）
- 「浮上分離を組み込んだ嫌気好気ろ床法による窒素除去に関する研究」（共著）（『環境技術』 ENVIRONMENTAL CONSERVATION ENGINEERING 29(11), 873-883, 2000）
- "Comparison of microbial aggregation in activated sludge and biofilm prosecces", Proceedings of the 5th International Symposium on Emvironmental Biotechnology,2000
- 「クロレラによるHg₂⁺還元気化―種々の環境条件の影響」（『環境化学』,Vol.10,2000）
- "Nitrogen Removal by Hybrid Anaerobic-Aerobic-Filter with Flotation." （共著）（『環境技術』 29(11), 873-883, 2000）
- "Volatilization of Mercury by Some Chlorella spp. Influence of Various Environmental Factors." （共著）（『環境化学』 10(2), 331-336, 2000）
- "Simultaneous Removal of Nitrogen and Phosphorus by Hybrid Anaerobic-aerobic Filter with Flotation." （共著）（『環境技術』 29(12), 955-965, 2000）
- "Use of a new aerated filter with 2-media for tertiary treatment of sewage." （共著）（『環境工学研究論文集』 37, 29-40, 2000）
- 「下水三次処理用の2床式好気性ろ床に関する研究」（『環境工学研究論文集』,Vol.37,2000)
- 「クロレラによる水銀還元気化に及ぼす化学種と光照射の影響」（共著）（『生物工学会誌』 77(6), 213-218, 1999）
- "Volatilization of Mercury by a Chlorella sp.: Influence of Light and Mercury(II) Speciation." （共著）（『環境化学』 9(4), 947-953, 1999）
- 「嫌気性汚泥からの重金属イオンの除去・回収」（共著）（『日本化学会誌 化学と工業化学』 1995(10), 830-837, 1995）
- 「臭化物, ヨウ化物イオン存在下におけるクロレラの水銀(Ⅱ)  イオン還元反応」（共著）（『生物工学会誌』 73(1), 1-6, 1995）
- "Removal and Recovery of Heavy Metal Ions from Anaerobic Sludge." （共著）（『日本化学会誌』 (10), 830-837, 1995）
- 「超音波処理により解体した下水活性汚泥の再凝集」（共著）（『生物工学会誌』 72(5), 371-377, 1994）
- 「活性汚泥のATP含量」（共著）（『生物工学会誌』 71(6), 401-405, 1993）
- 「ブロマイドイオン存在下における水銀 (Ⅱ) イオンのクロレラへの吸脱着特性とその毒性」（共著）（『生物工学会誌』 71(2), 99-103, 1993）
- 「実験室廃液中の水銀の除去」（共著）（Journal of Japan Society on Water Environment 16(7), 488-496, 1993）
- 「微生物支持体『バイオループ』を用いた下水処理」（共著）（『水環境学会誌』 15(6), 369-376, 1992）
- 「水銀(Ⅱ)イオンのクロレラの増殖に及ぼす影響  -特に, ブロマイドイオン, チオシアン酸イオン存在下における水銀の毒性」（共著）（『醗酵工学会誌』 68(5), 361-366, 1990）
- 「活性汚泥および汚泥構成細菌の凝集における金属イオンの役割」（『水質汚濁研究』 13(5), 273-277, 1990）
- 「無機倍地におけるクロレラの増殖におよぼす水銀 (Ⅱ) イオンの毒性」（共著）（『醗酵工学会誌』 67(3), 153-158, 1989）
- 「水溶液中の水銀の粒状活性炭への吸着」（共著）（『日本化学会誌』 1989(4), p750-754, 1989）
- "Adsorption of mercury on granular activated carbon in aqueous solution." （共著）（『日本化学会誌』 (4), 750-754, 1989）
- 「グリシン倍地におけるクロレラの増殖におよぼす水銀 (Ⅱ) イオンの毒性」（共著）（『醗酵工学会誌』 66(3), 157-162, 1988）
- "Removal of mercury by the iron powder column method. Capture of metallic mercury." （共著）（『日本化学会誌』 (10), 1739-1743, 1988）
- 「嫌気性汚泥からの水銀の抽出除去」（共著）（『日本化学会誌』 1987(12), p2344-2350, 1987）
- 「廃水中の水銀 (2) の陰イオン交換樹脂およびキレ-ト樹脂による除去」（共著）（『日本化学会誌』 1987(8), p1609-1614, 1987）
- "Extraction and removal of mercury from an anaerobic sludge." （共著）（『日本化学会誌』 (12), 2344-2350, 1987）
- "Removal of mercury (II) ion by activated carbon" （共著）（『水質汚濁研究』 10(5), 303-309,301, 1987）
- 「活性炭による水銀 (2) イオンの還元におよぼす配位子の影響」（共著）（『日本化学会誌』 1986(12), p1803-1809, 1986）
- "Removal of heavy metal ions by activated carbon. V The effect of ligands on the reduction of mercury(II) ion by activated carbon." （共著）（『日本化学会誌』 (12), 1803-1809, 1986）
- "Removal of mercury from laboratory wastewater by iron powder." （共著）（『日本化学会誌』 (10), 1352-1356, 1986）
- 「クロレラおよびそのメタノール抽出物による水銀気化反応」（共著）（『醗酵工学会誌』 63(6), 517-523, 1985）
- 「クロレラによる水銀気化反応」（共著）（『醗酵工学会誌』 63(2), 153-160, 1985）
- "Extraction of mercury from an anaerobically stabilized sludge." （共著）（『水質汚濁研究』 8(10), 653-660, 1985）
- 「臭化物イオンおよびチオシアン酸イオン共存下におけるカドミウムイオンの活性炭への吸着」（共著）（『日本化学会誌』 1984(12), p1997-2002, 1984）
- 「ニトロフェノール類を吸着した活性炭の微生物再生  -活性炭の微生物再生」（共著）（『醗酵工学会誌』 62(3), 119-125, 1984）
- 「ニトリロ三酢酸に馴養した活性汚泥の性質」（共著）（『醗酵工学会誌』 62(1), 15-20, 1984）
- "Adsorption of cadmium ion on activated carbon in the presence of either Br- or SCN-." （共著）（『日本化学会誌』 (12), 1997-2002, 1984）
- 「微生物に対する重金属-NTA錯体の毒性」（共著）（『醗酵工学会誌』61(5), 341-347, 1983）
- 「フェノール吸着炭の再生機構および処理プロセスの検討  -活性炭の微生物再生」（共著）（『醗酵工学会誌』 60(2), 87-92, 1982）
- 「Cr(3)-hedta錯体を触媒として用いた硝酸イオンの電解分析」（共著）（『日本化学会誌』 1980(12), p1907-1912, 1980）
- 「フェノールを吸着した活性炭の微生物再生」（共著）（『醗酵工学会誌』 58(5), 385-390, 1980）